# Азаров Олег Анатолійович
Азаров Олег Анатолійович (26 липня 1976, Тольятті, РРФСР) — український політик, міський голова Костянтинівки (2020—2022).

## Життєпис
Народився 26 липня 1976 року у російському місті Тольятті.

## Освіта
Закінчив Костянтинівський індустріальний технікум за спеціальністю «Механік скляного обладнання» з відзнакою.
Продовжив навчання у Слов'янському діловому інституті, де отримав диплом з відзнакою за спеціальністю «Правознавство». Також закінчив Донецький національний університет за тією ж спеціальністю.

## Професійна діяльність
Працював судовим розпорядником у Костятинівському міському суді.
2002—2009 роки — начальник юридичного відділу у Костянтинівській об'єднаній державній податковій інспекції.
Пізніше заснував та керував адвокатським бюро «Азаров».

## Політична діяльність
Під час місцевих виборів 2020 року балотувався від партії «ОПЗЖ» та був обраний міським головою Костянтинівки з результатом 46,02% голосів виборців.

## Скандали
У серпні 2022 року Олега Азарова було  заарештовано за звинуваченням у розкраданні 363 708 грн, призначених для будівництва інженерних споруд для оборони Костянтинівки від російського вторгнення.